# Tiger Killer
 (mars 2022).
Si vous disposez d'ouvrages ou d'articles de référence ou si vous connaissez des sites web de qualité traitant du thème abordé ici, merci de compléter l'article en donnant les références utiles à sa vérifiabilité et en les liant à la section « Notes et références ».

Tiger Killer est un film hongkongais réalisé par Li Han-hsiang, sorti en 1982. Il remporte plusieurs Golden Horses Awards.

## Synopsis
Wu song, une brute alcoolique à la sexualité refoulée entretenant un rapport de dépendance affective avec son grand frère (une personne de petite taille à la physionomie peu avantageuse), devient célèbre pour avoir assassiné un tigre, ce qui lui permet d'être engagé dans la police municipale de sa ville de résidence. Il ne tarde pas à séduire involontairement sa belle-sœur, une jeune femme maltraitée par la vie à la vie sensuelle peu satisfaisante, dont les pieds minuscules font l'objet des fantasmes de la population masculine.

## Fiche technique
- Titre : Tiger Killer
- Réalisation : Li Han-hsiang
- Société de production : Shaw Brothers
- Pays d'origine : Hong Kong
- Format : Couleurs - 2,35:1 - Mono - 35 mm
- Genre : mélodrame conjugal
- Date de sortie : 1982

## Distribution
- Ti Lung : Wu Song, le tueur de tigre éponyme, un homme vivant de sa violence
- Ku Feng : Wu l'aîné, un marchand ambulant contrefait
- Wang Ping (actrice) : Pan Jin-lian ("Lotus d'Or", un nom évoquant ses petits pieds, comparés à des boutons de lotus), épouse du précédent, une tailleuse
- Liu Yung : Ximen Qing, un pharmacien épicurien
- Wang Lai : une commerçante pratiquant aussi une activité dans le domaine de la rencontre
- Ching Miao : un villageois endetté